# プリンセスリバーシ!! 交錯する美姫と魔姫
『プリンセスリバーシ!! 交錯する美姫と魔姫』（プリンセスリバーシ こうさくするびきとまき）は、舞麗辞による日本のジュブナイルポルノ。挿絵は昼沖太。2009年10月31日に、あとみっく文庫（キルタイムコミュニケーション）より刊行された。

## ストーリー
王女は、騙されて魔王の封印を解いてしまい、泣く泣く悪魔リリスと魔王退治の旅に出ることになる。

## 登場人物
シルヴィア＝ラヴィ＝レイゼント
レイゼント王国の第一王女。国王たちによって甘やかされて育ったため、わがままで世間知らず。世間知らずで頭もよくないため、魔族にあっさりと騙され、魔王の封印を解いてしまう。リリスとはよく喧嘩をするが嫌ってはいない模様。巨乳だが陥没乳首で、そのことをコンプレックスに思っている。
リリス
シルヴィアと一緒に魔王退治の旅に出ている悪魔っ娘。シルヴィアとはよく喧嘩をするが、嫌ってはいない様子。何百年も生きているが、外の世界に出たことがないため、世間は話でしか知らない。